# شيبة قش
قرية شيبة قش هي إحدى القرى التابعة لمركز منيا القمح في محافظة الشرقية في جمهورية مصر العربية. حسب إحصاءات سنة 2006، بلغ إجمالي السكان في شيبة قش 2502 نسمة، منهم 1287 رجل و1215 امرأة. ومن أعلامها محمد عبد العاطي الملقب بصائد الدبابات في حرب 1973، وزكريا عزمي القيادي البارز في الحزب الوطني الديمقراطي المصري المنحل.

## التاريخ
قرية شيبة قش من القرى القديمة، حيث وردت باسم «شيبة قش» في أعمال الشرقية ضمن قرى الروك الصلاحي التي أحصاها ابن مماتي في كتاب قوانين الدواوين، كما وردت باسم «شيبة قش» في أعمال الشرقية ضمن قرى الروك الناصري التي أحصاها ابن الجيعان في كتاب «التحفة السنية بأسماء البلاد المصرية». وفي العصر العثماني ورد اسمها في التربيع العثماني الذي أجراه الوالي العثماني سليمان باشا الخادم في عصر السلطان العثماني سليمان القانوني ضمن قرى ولاية الشرقية، وفي تاريخ 1228هـ/1813م الذي عدّ قرى مصر بعد المسح الذي قام به محمد علي باشا باسم «شيبة قش» ضمن قرى مديرية الشرقية.